# (4286) Рубцов
(4286) Рубцов (лат. Rubtsov) — типичный астероид главного пояса, открыт 8 августа 1988 года советским астрономом Людмилой Черных в Крымской астрофизической обсерватории и 27 июня 1991 года назван в честь советского поэта Николая Рубцова.

## Обнаружение и именование
(4286) Рубцов
Открыт 8 августа 1988 года в Научном Л. И. Черных.
Назван в память о замечательном советском поэте-лирике Николае Михайловиче Рубцове (1936—1971).
Оригинальный текст (англ.)4286 Rubtsov
Discovered 1988-08-08 by Chernykh, L. I. at Nauchnyj.
Named in memory of the remarkable Soviet lyric poet Nikolaj Mikhajlovich Rubtsov (1936—1971).
Источники: DISCOVERY.DB; M.P.C. 18458.

## Физические характеристики
Астероид относится к таксономическому классу S.
По результатам наблюдений в видимом и ближнем инфракрасном диапазоне космического телескопа NEOWISE диаметр астероида сначала оценивался равным 10,362±0,262 км, позже — 10,149±0,058 км. Согласно тем же источникам альбедо оценивается как 0,3783±0,0574 и 0,393±0,076.